# Sikapas
Sikapas is een bestuurslaag in het regentschap Mandailing Natal van de provincie Noord-Sumatra, Indonesië. Sikapas telt 1002 inwoners (volkstelling 2010).